# Flat Rack

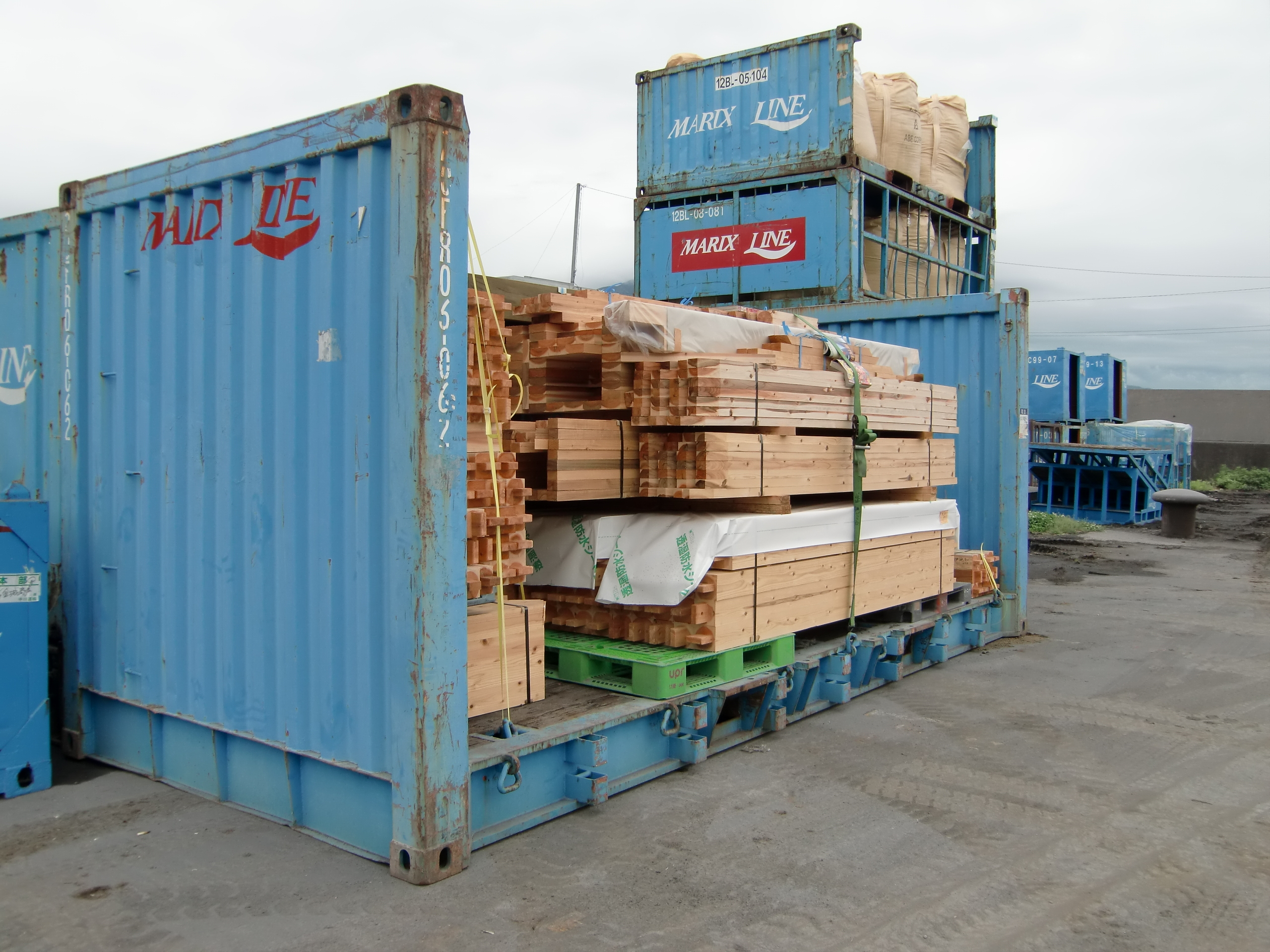
Flat Racks

Ein Flat Rack ist ein Container – in der Regel – mit zwei Stirnwänden, jedoch ohne Seitenwände und Dach. Teilweise lassen sich Flat Racks auch mit Rungen ausstatten. Flat Racks sind auch in der Ausführung als Rungencontainer mit und ohne Stirnwände erhältlich sowie als Kombicontainer, teilweise mit Seitenwänden und Rungen versehen.
Es gibt Flat Racks in den Standardgrößen 20′ oder 40′, und auch in den Abmessungen von High-Cube-Containern. Sie werden genutzt für Transportgut, das die Maße von ISO-Containern überschreitet. Die Packstücke, in den meisten Fällen Kisten, werden auf dem Flat Rack gesichert.
Die statische Nutzlast von 40′-Flat-Rack-Containern beträgt bei neuerer Bauart 50.000 kg, deshalb werden Flat-Rack-Container oft als sogenannte „künstliche Decks“ auf Vollcontainerschiffen benutzt, um große und schwere Maschinenteile zu transportieren.
Die Reederei berechnet Zuschläge für die Frachtkosten, und auch für den Einsatz des Flat Racks selbst wird eine Gebühr erhoben, diese Kosten sind in der Frachtrate inbegriffen. Flat Racks, Open Top Container und Kühlcontainer werden auch als Spezial-Equipment bezeichnet, dessen Frachtkosten höher sind als die der Standardcontainer. Die leeren Flat Racks sind meistens nur in den Seehäfen verfügbar. Für eine Beladung im Binnenhafen müssen sie kostenpflichtig überführt werden.